# Абритус
Абрѝтус (на латински: Abrittus) е антично римско селище (от II до IV век град) в Североизточна България. Останките на селището се намират в местността Хисарлъка на около 2.5 км източно от центъра на днешен Разград. То е сред Стоте национални туристически обекта.

## История
Абритус възниква като тракийско селище. От I век е римски военен лагер, който е преустроен в град през II век. През периода II-IV век достига своя най-голям културен и икономически разцвет. Според лингвистите етимологията на името Абритус е от латински произход и означава „стръмен“. Късноантичният град Абритус е построен върху развалините на тракийско селище. Още с появата си градът е пригоден за военен лагер. През IV век Абритус е вече добре устроен късноантичен град, укрепен и водоснабден. По това време градът е център на епархия, като към 458 година е известен негов епископ на име Марциан. През 586 г. е разрушен от аварите. През VII-VIII век възниква българско селище, което съществува до Х век.

## Археологически разкопки
Първи стъпки в археологията тук прави Анание Явашов, който разкопава могила близо до Хисарлъшката крепост през 1869 г. Крепостта е подробно описана от Карел Шкорпил през 1914 г., когато той посочва и нумизаматични и епиграфски паметници от Римската империя.
Системни археологически разкопки се правят от 1953 г. В продължение на повече от двадесет археологически сезона (1953 – 1974) Теофил Иванов провежда първоначално спасителни, а след това редовни археологически разкопки в Хисарлъка край Разград, където през 1954 г. локализира познатия само от писмените паметници римски кастел, а по-късно и ранновизантийски град Абритус. Изграден е по типа на римските градове с прави улици, обществени сгради, построени в центъра около градски площад (форум). Водоснабден е чрез няколко глинени водопровода. Разкрита е голяма жилищна сграда със стопански части, (ок. 3000 кв. м.) която е разположена на източно-западната главна улица. Помещенията и магазините (25 на брой) са около вътрешния двор, заграден с преизползвана йонийска колонада. Такава колонада с дължина 41 м се издига и върху тротоара пред магазините на южната фасада. Изцяло е разкрита крепостната стена, четирите порти, 29 кули и др. В града са открити останки от две християнски църкви. Едната е в западната част на крепостта и има трикорабна архитектура. Другата е разположена в най-високия източен край на крепостта и представлява еднокорабна базилика, оградена от голям брой стопански постройки. Намерени са жертвеник с името Абритус, надписи, релефи, статуи, архитектурни детайли, оброчни плочи. Най-известнитте находки от района на Абритус са Златния Пегас и най-голямото късноантично съкровище от 835 златни римски монети от V век. Монетите са отлично запазени, с ясни и четливи надписи и релефи. При Абритус е уреден музей.

## Резерват Абритус
Днешният резерват е разположен на площ от 1000 дка. Има паметници на римската, тракийската и средновековната българска култура. Най-забележителната част от резервата е античният град Абритус с площ от 150 дка.

## Книгопис
- Теофил Иванов, „Укрепителната система на Абритус“, Археология 4; Bul. d'Archéologie sud-est européenne (Assoc. Internationale d'Etudes du Sud-East Européen, Commission d'Archéologie) 1 (1969) 44; 2 (1971) 43.
- Абритус (Abrytus) в „Кратка българска енциклопедия“, том 1, София: Издателство на Българска академия на науките, 1963.
- Стоян Стоянов, Теофил Иванов, „Златно монетно съкровище от V в.н.е.“, София: Държавно издателство „Септември“, 1982.
- Teofil Ivanov & Stoyan Stoyanov (1985), ABRITVS – Its History and Archaelogy, Razgrad: Cultural and Historical Heritage Directorate.
- D. Adamesteanu: Abrittus (Razgrad) Bulgaria, The Princeton Encyclopedia of Classical Sites, Stillwell, Richard. MacDonald, William L. McAlister, Marian Holland eds. Princeton, N.J.: Princeton University Press, 1976
- Радев, Пл. Разградска енциклопедия, Университетско издателство „Паисий Хилендарски“, Пловдив, 2012.